# Tiberios (Sohn Konstans’ II.)

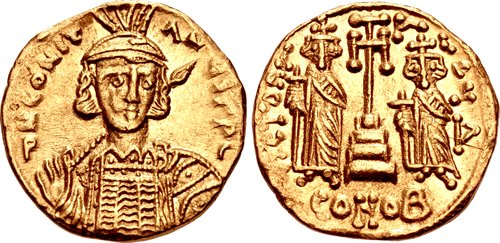
Solidus Konstantins IV. mit seinen Brüdern und Mitkaisern Tiberios (rechts) und Herakleios auf dem Revers

Tiberios (mittelgriechisch Τιβέριος, lateinisch Tiberius; * um 657 wohl in Konstantinopel; † nach 681) war von 659 bis 681 Mitkaiser des Byzantinischen Reiches.

## Leben
Tiberios war der dritte Sohn des Kaisers Konstans II. und wahrscheinlich der Fausta. Zusammen mit seinem älteren Bruder Herakleios avancierte er 659 zum Mitkaiser; sein ältester Bruder Konstantin IV. hatte bereits fünf Jahre zuvor den Rang eines Basileus erhalten. Als Konstans II. ihn 663 zusammen mit seinen Brüdern und ihrer Mutter nach Syrakus nachkommen lassen wollte, wurde dies von den Einwohnern Konstantinopels verhindert.
Tiberios blieb auch unter Konstantin IV. als Mitkaiser in Amt und Würden, bis er zusammen mit Herakleios 681 aus unklaren Gründen, vermutlich im Zusammenhang mit dem Dritten Konzil von Konstantinopel, abgesetzt wurde. Konstantin IV. ließ beiden die Nasen abschneiden, um sie nach damaligem Brauch für die Kaiserwürde zu disqualifizieren und so seine Alleinherrschaft und die Thronfolge seines Sohnes Justinian II. zu sichern (den 695 dasselbe Schicksal ereilte).